# Otto Zschäge
Otto Zschäge (* 29. Juli 1893 in Merseburg; † nach 1950) war ein deutscher Politiker (SED). Er war von 1946 bis 1950 Landtagsabgeordneter in Sachsen-Anhalt.

## Leben
Zschäge lernte das Dreherhandwerk. 1919 trat er dem Deutschen Metallarbeiter-Verband und 1914 der SPD bei. 
Nach dem Zweiten Weltkrieg wurde Zschäge mit der Zwangsvereinigung von SPD und KPD zur SED SED-Mitglied. 1946 wurde er bei der Landtagswahl in Sachsen-Anhalt 1946 in den Landtag gewählt. Für die SED war er auch kommunalpolitisch im Stadtrat von Merseburg  aktiv. Außerdem war er Betriebsrat in den Leunawerken, die als Sowjetische Aktiengesellschaft ausschließlich Reparationsgüter produzierten. 1949 war er Vorsitzender der Betriebsgewerkschaftsleitung der Leunawerke. Er wurde aufgrund seiner nicht völlig linientreuen Haltung kritisiert.